# Koppal
Koppal (en maratí: कोप्पळ ) es una ciudad de la India, centro administrativo del distrito de Koppal, en el estado de Karnataka.

## Geografía
Se encuentra a una altitud de 614 m s. n. m. a 385 km de la capital estatal, Bangalore, en la zona horaria UTC +5:30.

## Demografía
Según estimación 2011 contaba con una población de 66 843 habitantes.